# ۵۰۲ (پیش از میلاد)
۵۰۲ (پیش از میلاد) ۵۰۲مین سال قبل از تقویم میلادی است.